# Avant (Audi)
Avant ist heute die Verkaufsbezeichnung verschiedener Kombifahrzeuge der Marke Audi. Das erste Fahrzeug mit der Bezeichnung Avant war der Audi 100 C2, der jedoch ein Schrägheck mit oben angeschlagener Heckklappe hatte (Liftback).

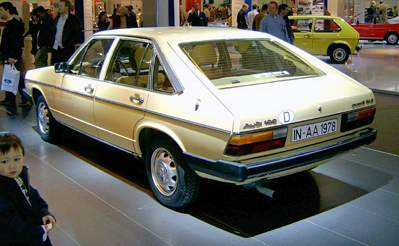
Audi 100 C2 Avant (1977–1982)

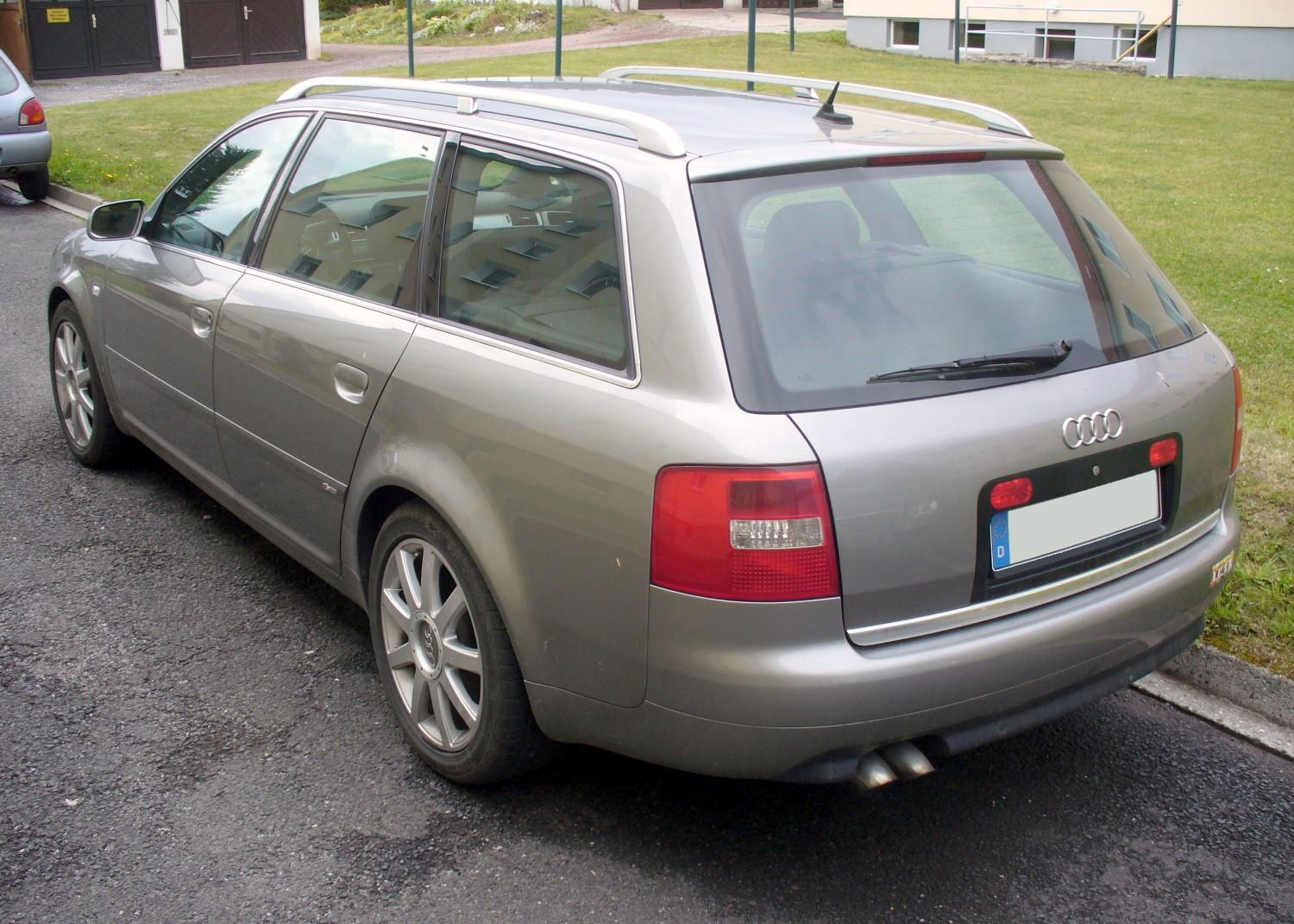
Audi A6 C5 Avant (1998–2005)

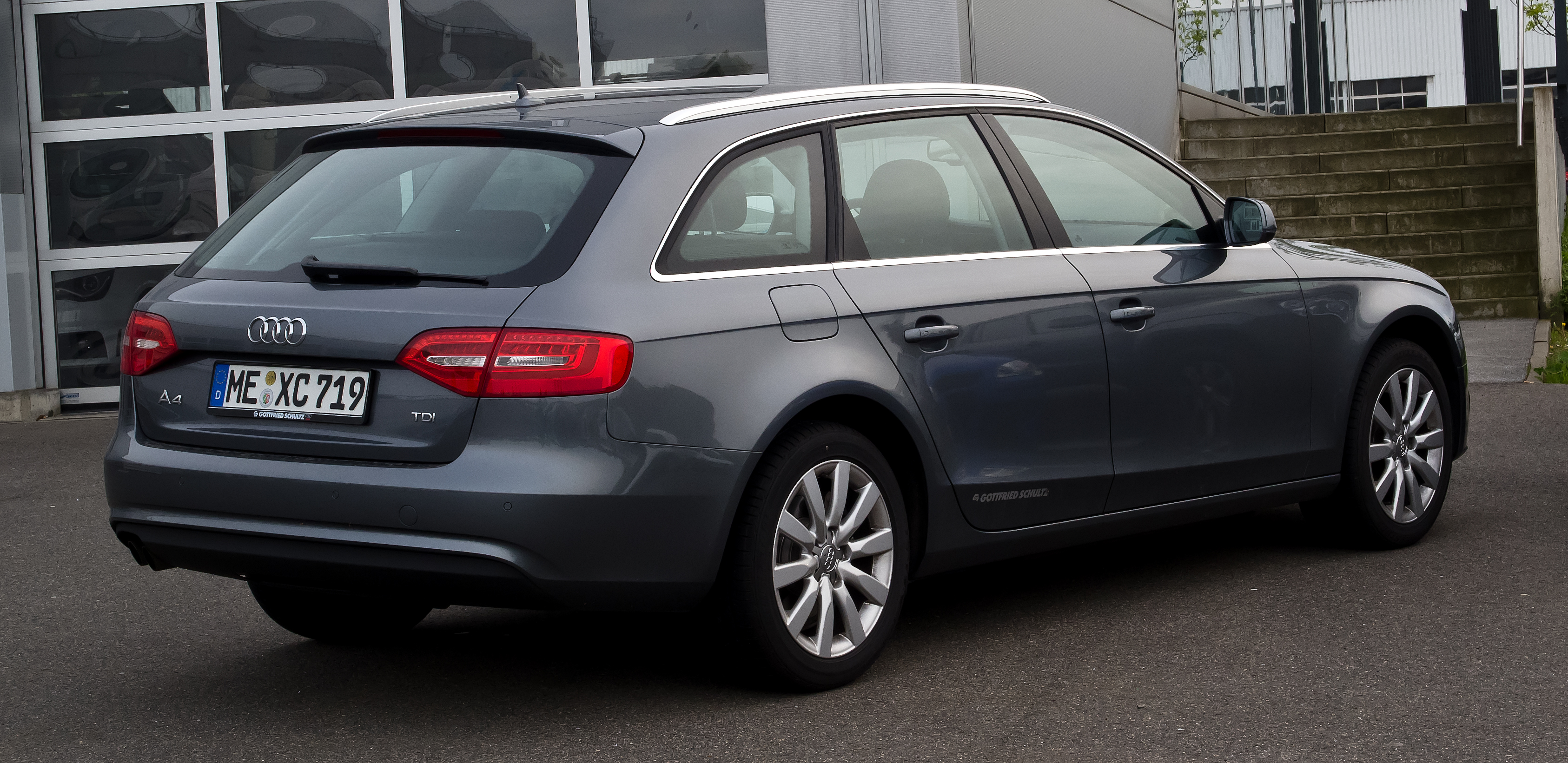
Audi A4 B8 Avant (2008–2015)

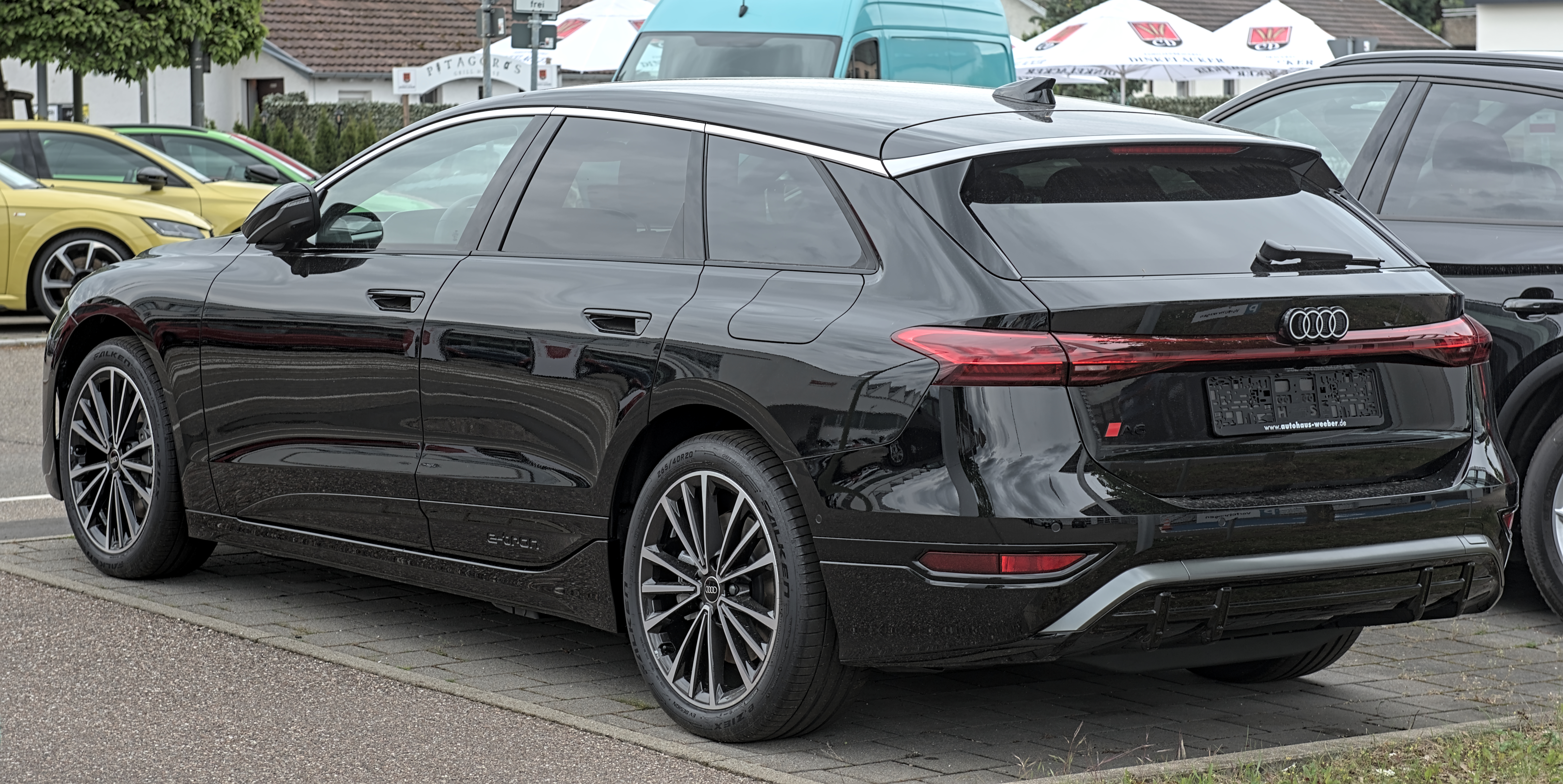
Audi A6 e-tron Avant (seit 2024)

## Als Avant angebotene Audi-Fahrzeuge
- Mittelklasse: Der Audi 80 wurde ab der Baureihe B4 ab Frühjahr 1992 als Avant angeboten, das Nachfolgemodell, der Audi A4, wurde von Anfang an als Kombi produziert.
- Obere Mittelklasse: Der Audi 100 der Baureihe C2 wurde ab September 1977 als erstes Modell unter der Bezeichnung Avant angeboten. Mit der Einführung der Baureihe C4 erhielt dieses Modell im Herbst 1991 ein herkömmliches Kombiheck anstelle des zuvor angebotenen Schräghecks. Das Nachfolgemodell Audi A6 wurde ebenfalls in allen Baureihen als Avant angeboten.
- Die sportlichen „RS-Modelle“ RS2, RS4 und RS6, die auf den oben genannten Baureihen basieren wurden ebenfalls als Avant angeboten. Diese Fahrzeuge wurden hauptsächlich als Avant verkauft.
- Auch die zweite Baureihe des auf dem Audi 100 basierenden Audi 200 wurde von 1984 bis 1990 als Avant angeboten.

## Nicht als Avant bezeichnete Kombimodelle von Audi
- Der Audi F103 wurde in der Kombiversion wie die Fahrzeuge von Volkswagen als Variant bezeichnet.
- Der VW Passat B1 Variant wurde ausschließlich für den Exportmarkt als Audi Kombi angeboten und trug die Bezeichnung Audi 80 Estate (England, Südafrika) beziehungsweise Audi Fox Station Wagon (USA).
- Der Audi allroad quattro trägt zwar nicht die Bezeichnung Avant, basiert aber auf dem Audi A6 Avant.
- Eine kombiähnliche Variante des Audi A3 und des A5 wird als Audi A3 bzw. A5 Sportback vermarktet. Der Audi A7 ebenfalls.

## Konzeptfahrzeuge
2001 präsentierte Audi auf der IAA in Frankfurt die Studie Audi Avantissimo, ein Kombifahrzeug der Oberklasse. Trotz größtenteils positiver Resonanz in der Fachpresse kam es bisher nicht zur Serienfertigung eines Kombimodells in dieser Fahrzeugklasse.